# Die außerirdischen Besucher
Die außerirdischen Besucher (Originaltitel: Los nuevos extraterrestres, wörtlich „Die neuen Außerirdischen“) ist ein spanischer Science-Fiction-Film, den Juan Piquer Simón 1983 inszenierte. In Originaltitel und Geschichte weist er Parallelen zum im Jahr zuvor entstandenen E.T. – Der Außerirdische auf. Die deutschsprachige Erstaufführung erfolgte auf Video, die DVD-Auswertung unter dem Titel Return of E. T.

## Handlung
Drei Wilderer wollen nachts im Cedar National Forest während eines Unwetters Adlereier stehlen. Der kleine Tommy Stevens, welcher in der Nähe wohnt und eine Haustiersammlung hat, wacht unterdessen zu Hause auf und beobachtet durch ein Teleskop den Absturz eines UFOs im nahegelegenen Wald. Die drei Wilderer bemerken diesen ebenfalls. Einer der Wilderer fährt mit dem Wagen zur Absturzstelle, wo er mehrere Alieneier findet, die er nach und nach zerstört. Ein ausgewachsenes Alien hat den Absturz überlebt und tötet ihn. Den beiden anderen Wilderern ist das Ganze nicht geheuer. Sie warten die Nacht ab.
Am nächsten Tag findet Tommy die Leiche des Wilderers und nimmt das einzige noch intakte Ei aus dem Flugobjekt mit nach Hause.
Sänger Rick fährt mit seinen Sängerinnen Kathy, Tracy und Sharon, die auch seine Freundin ist, dem Studiokollegen Brian sowie dem aufdringlichen weiblichen Fan Laura im Wohnmobil zum Cedar National Forest, wo sie das Wochenende gemeinsam verbringen wollen. Dort angekommen, gehen sie zunächst auf Holzsuche und sitzen kurz darauf am Lagerfeuer, wo ein Gespräch zwischen Laura und Ricks Freundin eskaliert. Laura geht in den Wald, um sich zu beruhigen und trifft dort auf die beiden Wilderer, welche sie angreifen. Sie flieht vor ihnen, trifft dabei auf das Alien und stürzt einen Hang hinunter. Lauras Schrei bleibt am Lagerfeuer nicht ungehört. Rick und Brian finden Laura kurz darauf tot. Mit dem Wohnmobil fahren alle zum nächstgelegenen Haus von Molly Stevens, Tommys Mutter und dessen Onkel Bill, um von dort aus Hilfe zu rufen, doch die Telefonleitung funktioniert nicht.
Die beiden Wilderer treffen inzwischen im Wald auf das Alien. Der Versuch, es zu fangen, misslingt.
Der kleine Tommy, welcher das Ei zum Schlafen mit ins Bett genommen hat, wacht von dem Lärm auf und lauscht an der Tür. Als er wieder ins Bett gehen will, ist dem Ei ein pelziges Wesen entschlüpft. Tommy freundet sich mit dem kleinen Wesen an und gibt ihm den Namen „Trompi“. Mit seinem Rüssel trinkt es Milch und frisst Erdnüsse. Es wächst innerhalb kürzester Zeit heran, so dass es Tommy vor den Erwachsenen versteckt.
Am nächsten Morgen sieht sich das junge Alien in Tommys Zimmer um. Tommy bringt diesem ein Puzzle-Spiel bei, wobei Trompi anfangs den Sinn nicht zu erkennen scheint. Mit seinen ungewöhnlichen Kräften verschiebt es aber die Teile in Sekundenschnelle zu einem vollständigen Puzzle. Auch ein Musikspiel beherrscht Trompi sehr schnell.
Brian und Tommys Onkel Bill fahren zu den nahe gelegenen Rangern, während Trompi Tommy weitere seiner ungewohnten Fähigkeiten zeigt. Tommys Mutter wird aufmerksam und kommt ins Zimmer. Sie nimmt Tommy mit. Als dieser kurz darauf in sein Zimmer zurückgeht, ist Trompi verschwunden.
Tommys Onkel und Brian treffen beim Haus der Ranger ein. Sie finden dort einen der Wilderer tot auf. Brian wird plötzlich von dem ausgewachsenen Alien angegriffen und dabei getötet. Tommys Onkel flieht mit dem Wagen.
Im Haus sucht Tommy noch immer nach Trompi. Tracy geht nach draußen ins Wohnmobil, während Tommy gerade durchs Teleskop die Gegend absucht. Er hört ihre Schreie und kurz nachdem sie tot aus dem Wohnmobil fliegt, kommt das ausgewachsene Alien hinterher und läuft in Richtung Wald weiter. Tommy denkt, Trompi gesehen zu haben und folgt ihm in den Wald.
Sein Onkel Bill, der gerade wieder eintrifft, schießt auf das flüchtende Alien.
Durch die Schüsse werden auch Rick und Tommys Mutter im Haus aufgeschreckt, weshalb sie nach draußen rennen. Zusammen tragen sie die tote Tracy ins Haus. Tommy kehrt kurz darauf aus dem Wald zurück und wird von der Mutter in sein Zimmer geschickt, wo Trompi wieder auftaucht. Trompi erklärt dem Jungen, dass es noch ein Wesen wie ihn gibt. Tommy möchte in den Wald gehen und verkleidet Trompi. Das andere Alienwesen ist bereits ins Haus eingedrungen und überrascht Kathy im Bad. Durch die Schreie werden die anderen alarmiert. Bill Stevens schießt erneut auf das Alien, welches flüchtet. Kathy kann allerdings nicht mehr gerettet werden. Tommy wird von seiner Mutter gerufen, der schnell Trompi versteckt. Sie holt diesen zu den anderen, die gerade über eine Verfolgung des Aliens nachdenken. Der Junge versucht den Erwachsenen zu erklären, dass die Wesen nicht gefährlich sind. Keiner will ihm glauben. Bill und Rick gehen nach draußen, um das Alien zu jagen. Trompi ist dem Jungen gefolgt und steht plötzlich im Flur. Während Sharon geschockt ist, reagiert Tommys Mutter und will das junge Alien erschießen. Tommy stellt sich schützend vor das Wesen und flüchtet mit ihm durch die Haustüre. Die Mutter und Sharon folgen ihnen in den nebligen Wald. Tommy verliert unterwegs Trompi und trifft auf das erwachsene Alien. Voller Angst ruft er nach Trompi und seiner Mutter. Bill und Rick hören ebenfalls seinen Ruf und eilen zur Hilfe. Das junge Alien und das erwachsene Alien treffen aufeinander. Tommy gibt dem erwachsenen Alien zu verstehen, dass er ihm nur helfen möchte. Bill und Rick treffen ein. Rick zögert zu schießen, Bill wird durch Tommy gehindert, der sich erneut vor die Aliens stellt. Doch das erwachsene Alien erkennt den Schützen von zuvor wieder, schiebt wütend Tommy beiseite und greift Bill an.
Währenddessen flüchtet Tommy erneut mit Trompi. Tommy sieht nicht mehr, wie sein Onkel getötet wird. Rick erschießt das erwachsene Alien. Kurz darauf treffen Sharon und Tommys Mutter ein. Sie suchen gemeinsam nach Tommy. Nur Rick bekommt mit, wie sich Tommy weinend von Trompi verabschiedet. Trompi entschwindet in den Wäldern.

## Kritik
„Man hätte sich (…) etwas mehr Sorgfalt gewünscht: Daß ein E.T., der Telepathie und Telekinese beherrscht (…), sich mit der Schwerfälligkeit eines Tanzbärs bewegt und sich der Feinde mit bloßen Händen erwehren muß, ist sicher nicht der Weisheit letzter Schluß“, meinen Ronald M. Hahn/Volker Jansen und merken an, die Spezialeffekte erinnerten fatal an Puppentrickfilme der 1950er Jahre.

## Bemerkungen
- In der deutschen Erstauflage auf Video wird Susan Bequer im Vorspann als Susan Blake geführt.

- Gedreht wurden Szenen am Río Moros und in Rascafría.

- Das deutsche Frontcover der DVD-Auflage von Best Entertainment aus 2008 hat nichts mit dem Inhalt des Films zu tun.